# 에일리언: 아이솔레이션
《에일리언: 아이솔레이션》(Alien: Isolation)은 크리에이티브 어셈블리가 개발하고 사이언스 픽션 호러 영화 시리즈 《에일리언》을 기반으로 하는 서바이벌 호러 비디오 게임이다. 세가에서 출시하고 20세기 폭스에서 유통했다. 그리고 마이크로소프트 윈도우, 플레이스테이션 3, 플레이스테이션 4, 엑스박스 360, 엑스박스 원 용으로 2014년 10월 7일 첫 판매되었다. 게임은 1979년도 리들리 스콧 연출작 《에일리언》의 사건에서 15년이 흐른 뒤의 시점을 무대로, 《에일리언》에서 주연을 맡은 엘런 리플리의 딸 아만다 리플리를 플레이하게 되며, 그녀는 작품 내에서 어머니의 실종을 조사한다.
《에일리언》 프렌차이즈의 이전 비디오 게임 작품과는 달리, 《에일리언: 아이솔레이션》은 은신과 서바이벌 호러 게임플레이에 방점을 찍고 있다. 플레이어는 에일리언 생물체 한 마리를 상대로 회피와 한 수 앞서는 전략을 구상해야 하며 동작 감지기와 화염 방사기의 도움을 받을 수 있다. 게임은 제임스 카메론이 연출하고 보다 액션 지향적인 시리즈의 두 번째 영화 《에이리언 2》와는 달리 스콧의 영화처럼, 이와 비슷한 복고풍에 1970년대 시각으로 본 미래의 모습을 본 떠 디자인되었다. 또한 게임의 엔진은 작품의 분위기와 조명 효과, 에일리언의 움직임 디자인을 수용할 수 있을 정도의 기술적 측면을 고려해 완전히 새롭게 개발되었다. 크리에이티브 어셈블리는 원래 《에일리언: 아이솔레이션》을 삼인칭 게임으로 제작하길 원했지만, 더욱 강렬한 경험을 이끌어내기 위해 시점은 1인칭으로 변경되었다.
《에일리언: 아이솔레이션》은 발표 뒤 비디오 게임 저널리스트로부터 대체적으로 호평을 받았고 유럽과 미국에서 2015년 5월까지 2백만 장이 넘게 팔려나갔다. 평론가는 게임의 복고적인 미래풍의 미술 설계와 음향 디자인, 그리고 에일리언의 인공 지능에 찬사를 보냈으나, 줄거리와 캐릭터, 그리고 목소리 연기 측면에서는 비판을 했다. 게임은 2015년 게임 개발자 선정 어워드의 최우수 오디오 부문, 2015년 영국 영화 텔레비전 예술 아카데미의 음향 사용 부문 등 각종 연말 어워드에서 상을 수여받았다. 게임을 새로운 미션과 도전으로 확장시켜 주는 여러 다운로드 가능 콘텐츠 또한 출시되었다.

## 게임 플레이

플레이어는 동작 추적기를 이용해 에일리언의 위치를 파악할 수 있다. 추적기의 화면에 움직이 포착되면, 그 화면에 움직임이 어디서 포착되었는지를 나타내는 원이 표시된다.

《에일리언: 아이솔레이션》은 잠입과 서바이벌 호러에 크게 무게를 둔 1인용 액션 어드벤쳐 게임이다. 플레이어는 1인칭 시점에서 게임의 주인공 아만다 리플리를 조종해 주변 환경에 개입하게 된다. 게임이 진행됨에 따라 플레이어는 반드시 우주 정거장을 탐험하며 조우하는 인간 거주자와 적대 안드로이드 등의 적을 회피하거나, 한 수 앞서거나, 혹은 물리치면서 각종 임무를 수행해야 한다. 게임 내에서 목표의 범주는 특정 아이템을 수집해 컴퓨터를 작동시키는 것부터 특정 구역에 도달하는 것까지 다양하다. 플레이어는 달리기, 사다리 오르기, 환기구에 숨기 등의 활동이 가능하다. 또한 적의 시야에서 벗어날 수 있게 물체의 뒤에 쪼그리거나, 숨을 수가 있고 또한 한정된 시야로서 은밀히 물체에서 올려다 혹은 기울여 엿볼 수가 있다. 또한 적을 피해 근처의 책상 밑이나 로커 안에 몸을 숨길 수 있다.
《에일리언》 프렌차이즈의 이전 비디오 게임 작품과는 달리 《에일리언: 아이솔레이션》은 단일 에일리언 생물체가 플레이어를 게임의 전반에 걸쳐 위협한다. 에일리언은 무찌르는 것이 불가능하며 플레이어는 은신 전략을 짜서 생존해야 할 필요가 있다. 에일리언은 미리 결정된 경로를 따르지 않고 무작위적이면서 활동적인 조사 능력을 발휘하며 이 과정에서 플레이어의 모습 또는 소리를 추적한다. 이에 대항해 플레이어는 손전등과 동작 추적기를 사용해 에일리언의 움직임을 파악해야 한다. 하지만, 이 중 하나라도 사용을 했다가는 에일리언이 플레이를 발견할 확률이 올라간다. 일례로, 에일리언이 움직이거나 또는 가까이 다가오게 되면 추적기의 소리가 에일리언의 주의를 끌 것이고, 그에 따라 플레이어는 추적기를 현명하게 다루면서, 움직임을 파악하는 데로 이를 제거해야 한다. 동작 추적기는 적이 움직이지 않을 때는 포착이 불가능하며 또한 에일리언이 위쪽의 배관에 있는가 혹은 지면에 있는 가를 파악할 수가 없다.
플레이어는 적을 특정 무기로 물리치는 것이 가능하기는 하나, 《에일리언: 아이솔레이션》은 플레이어에게 주어진 탄약을 한정적으로 설정하였기 때문에 직선적인 전투를 피하는 데 주안점을 두었다. 플레이어는 게임의 내용이 진행되는 동안 총 네 개의 무기 - 리볼버, 산탄총, 볼트 건, 화염방사기 - 를 이용할 수가 있게 된다. 또한 플레이어는 게임 전반에 걸쳐 흩어져 있는 설계도와 여러 재료들을 수집해 여러 아이템을 제작할 수 있다. 아이템들은 EMP 지뢰부터 소음 발생기, 화염병, 파이프 폭탄까지 아우르며, 플레이어는 이 아이템들의 도움을 받아 적들과 에일리어에 대항할 수 있다. 예를 들어, 소음 발생기는 적들을 특정한 한 방향으로 유도할 수가 있다. 에일리언은 불을 무서워하기 때문에 화염방사기나 화염병을 이용해 강제로 통풍구로 도망치게 만들 수 있다. 플레이어는 적에게 공격받으면 양이 줄어드는 한정된 생명을 지녔지만, 아만다의 수집품목으로 제작할 수 있는 응급처치 도구로 이를 회복 가능하다.
우주 정거장은 수많은 구역으로 나눠져 있고 또한 이들은 전차와 엘리베이터로 열결돼 있다. 각 구역마다 일정한 개수의 방이 있고 복도는 문을 통해 개별적으로 분리돼 있다. 몇몇 문에서는 먼저 특정한 작업을 해야 열리도록 되어 있다. 예를 들어, 어떤 문은 키카드 혹은 숫자로 된 출입 암호를 요하며, 어떤 문은 갖가지 용접기를 이용해 절단내거나 전자 장비를 통해 해킹을 시도해야 한다. 플레이어는 컴퓨터 단자와 마주칠 수 있으며 그를 통해 정보에 대한 출입 권한을 얻거나, 보안 카메라 해제 혹은 우주 정거장의 공기 정화 장치 조종 등의 인게임 액션을 취할 수 있다. 게임은 자동맵을 도입해 플레이어를 게임 내의 복잡한 구역에서 인도하는 역할을 한다. 게임 진행 중 저장을 위해서 플레이어는 게임 곳곳에 산재한 터미널의 위치를 알아내 아만다의 출입 카드를 수동으로 끼워야 한다. 아만다가 죽으면 플레이어는 마지막으로 저장한 시점으로 되돌아가 다시 게임을 시작해야 한다. 《에일리언: 아이솔레이션》은 켐페인 모드를 제공하고 있고, 서바이벌 모드로 불리는 이 개별 게임 모드는 단편적인 플레이어 대 에일리언 시나리오에 중점을 두고 있다. 각 시나리오 마다 플레이어는 시간 제한 안에 에일리언을 피해가면서 모든 목표를 완수해야 한다.

## 줄거리
2137년, 노스트로모 우주선의 실종 뒤로 15년이 지난 뒤 엘런 리플리의 딸 아만다 리플리는 웨이랜드 유타니 기업의 안드로이드 크리스토퍼 새뮤얼의 연락을 받는다. 새뮤얼은 그녀에게 노스트로모의 비행 기록 장치에 대해 일러두면서 가스 혹성 KG348 주위 궤도를 도는 식슨 기업 소유의 머나먼 우주 정거장 아네시도라에 그 물품이 있다는 정보를 전한다. 사라진 어머니의 운명을 알아낼 수 있다면서 기록 장치 회수를 위해 꾸려진 웨이랜드 유타니 팀에 함께할 것인지를 묻고, 리플리와 새뮤얼 그리고 웨이랜드 유타니의 중역 니나 테일러는 선장인 다이엔 베를렌 소유의 화물선 토렌스에 탑승하기 위해 세바스토폴로 향한다. 일행은 세바스토폴에 도착했고, 동시에 정거장이 파손되었으며 통신이 두절된 상태임을 깨닫는다. 리플리와 새뮤얼, 그리고 테일러는 조사를 위해 우주 유형으로 정거장에 탑승하려고 하지만, 연결된 줄이 잔해로 인해 끊어지면서 리플리는 그들과 떨어져버리고 어쩔 수 없이 자신의 힘으로 정거장에 들어가게 된다.

## 후속작
2015년 10월, 크리에이티브 어셈블리 스튜디오의 감독 팀 히튼은, 세가에서 게임의 판매량에 실망하기는 했지만, 후속작이 "아주 가능성은 없는 것은 아니"며 "거기에 대해서는 더 할 말이 있을 것"이라고 말했다. 하지만 그는 후속작의 제작에 있어 크나큰 장애물이 되는 점을 지적했다. "굉장히 천문학적인 액수의 비용이 들어가는데, 겨우 적자를 면하거나 혹은 겨우 흑자를 낸다? 그건 세가가 원하는 바가 아닙니다. 이들은 우리가 큰 수익을 창출할 만한 다른 게임의 엄청난 포트폴리오를 원하고 있어요." 세가는 이후 후속작이 아직 고려 중임을 밝혔지만, 후속작의 유무는 결국 수익성이 프로젝트의 결말을 좌우할 것이라고 덧붙였다.
2017년 4월 24일, 크리에이티브 어셈블리에서 PSU.com에서 출시하는 후속작을 제작 중이라는 루머가 있었다. 하지만 유로게이머는 이후 이 루머가 거짓일 가능성이 높으며, 게다가 《에일리언: 아이솔레이션》의 배후에 있던 제작진들이 더 이상 크리에이티브 어셈블리 소속이 아니라고 전했다.

## 평가
| 평가 |                                        |
| --- | -------------------------------------- |
| 통합 점수 통합사 점수 메타크리틱 81/100 (PC) [ 13 ] 79/100 (PS4) [ 14 ] 78/100 (XONE) [ 15 ] 평론 점수 평론사 점수 디스트럭토이드 8.5/10 [ 16 ] EGM 8/10 [ 6 ] 유로게이머 8/10 [ 5 ] 게임 인포머 7.75/10 [ 17 ] 게임 레볼루션 [ 18 ] 게임스팟 6/10 [ 4 ] 게임스레이더+ [ 19 ] 게임트레일러스 7.4/10 [ 20 ] IGN 5.9/10 [ 21 ] PC 게이머 (US) 93/100 [ 1 ] 폴리곤 6.5/10 [ 22 ] The Guardian [ 23 ] |                                        |
| 통합 점수 |                                        |
| 통합사 | 점수                                   |
| 메타크리틱 | 81/100 (PC) 79/100 (PS4) 78/100 (XONE) |
| 평론 점수 |                                        |
| 평론사 | 점수                                   |
| 디스트럭토이드 | 8.5/10                                 |
| EGM | 8/10                                   |
| 유로게이머 | 8/10                                   |
| 게임 인포머 | 7.75/10                                |
| 게임 레볼루션 | [ 18 ]                                 |
| 게임스팟 | 6/10                                   |
| 게임스레이더+ | [ 19 ]                                 |
| 게임트레일러스 | 7.4/10                                 |
| IGN | 5.9/10                                 |
| PC 게이머 (US) | 93/100                                 |
| 폴리곤 | 6.5/10                                 |
| The Guardian | [ 23 ]                                 |